# Pièce de 5 francs Cinquantenaire de l'ONU
Pour les articles homonymes, voir 5 francs.
La pièce de 5 francs Cinquantenaire de l'ONU est une pièce commémorative de cinq francs français émise en 1995 pour célébrer les cinquante ans de la création de l'Organisation des Nations unies.
Dessiné par l'Atelier des Monnaies et Médailles, l'avers porte le logotype de l'ONU et le chiffre "50" dont la courbe du « 5 » enroule l'emblème et qui forment ensemble le logotype officiel du cinquantenaire de l'Organisation. Les initiales "ONU" en arrière-plan, "ORGANISATION DES NATIONS UNIES" et les dates "1945-1995" complètent la scène. Au revers, une colombe perchée sur un globe terrestre et tenant dans son bec un rameau d'olivier symbolise la paix dans le monde. Le « 5 » de la valeur faciale reprend la même police d'écriture que le « 50 » de l'avers.
Dérivée du type courant type Semeuse, cette monnaie n'a pas été mise en circulation au sein de l'ensemble de la population et n'a été frappée que dans des éditions de prestige destinées aux collectionneurs, même celle émise avec des flans en métal commun en raison du faible tirage qui en fait une pièce rare.

Logotype de l'ONU qui est représenté sur l'avers de la pièce.

## Frappes
L'ensemble des pièces n'ayant été frappées que dans des émissions de prestige, il n'y a pas eu d'essai. L'émission en nickel est semblable dans ses caractéristiques à la pièce de cinq francs courante mais a été frappée dans une qualité Brillant universel.
| Désignation de la frappe                       | Diamètre (en millimètres) | Composition                               | Composition              | Masse              | Masse                    | Tranche | Tirage  |
| Désignation de la frappe                       | Diamètre (en millimètres) | Titre                                     | Tolérance (en millièmes) | Masse (en grammes) | Tolérance (en millièmes) | Tranche | Tirage  |
| ---------------------------------------------- | ------------------------- | ----------------------------------------- | ------------------------ | ------------------ | ------------------------ | ------- | ------- |
| pièces en métal commun de qualité BU           | 29                        | âme en cupronickel plaquage en nickel pur |                          | 10                 | +/- 10                   | striée  | 250 000 |
| pièces en argent de qualité Épreuve            | 28,85                     | argent : 900 cuivre : 100                 | +/- 5                    | 12                 | +/- 6                    | lisse   | 125 000 |
| pièces en or de qualité Épreuve (or 22 carats) | 28,85                     | or : 920 argent : 40 cuivre : 40          | +/- 3                    | 14                 | +/- 3                    | lisse   | 25 000  |

## Sources
- Arrêté du 13 avril 1995 relatif à la frappe et à la mise en circulation d'une pièce commémorative de 5 F, JORF no 99 du 27 avril 1995, p. 6525, sur Légifrance
- René Houyez, Valeur des Monnaies de France, éditions Garcen
- Compagnie Générale de Bourse